# Badou Boy
Pour plus de détails, voir Fiche technique et Distribution.
Badou Boy est un court métrage sénégalais, réalisé par Djibril Diop Mambéty  en 1970 . Le film relate les aventures de Badou Boy, un jeune homme effronté , alors qu'il parcourt les rues de Dakar dans les transports en commun de la ville.

## Synopsis
Un regard sarcastique sur la capitale sénégalaise qui suit les aventures de ce que le réalisateur décrit comme un "gamin des rues un peu immoral qui me ressemble beaucoup" . Le film se déroule dans le contexte d'un Dakar animé à la fin des années 1960. "Cop" pense que "Boy" est une menace pour la société, mais il n'est qu'un enfant de la rue essayant de survivre. Alors que "Boy" entraîne "Cop" dans une course-poursuite à travers les bidonvilles jusqu'au centre-ville de Dakar, le réalisateur Djibril Mambéty fait un clin d'œil au modèle du cinéma muet de Charlie Chaplin. Mambéty reviendra sans cesse sur le thème des personnes seules en marge de la société. Le personnage de "Boy" s'impose comme particulièrement poignant. Mambéty jette également les bases de la critique profonde des influences occidentales corruptrices sur l'Afrique - une caractéristique de ses films.

## Distribution
- Lamine Bâ : Badou Boy
- Al Demba Ciss : brigadier Al
- Christoph Colomb : ami
- Aziz Diop Mambety : propriétaire

## Récompense
Badou Boy a remporté le prix Silver Tanit au Festival du film de Carthage en 1970 en Tunisie. Il a été projeté au Festival de Cannes 1973.
Badou Boy est resté méconnu au Royaume-Uni jusqu'en 2006. Il a été aussitôt salué comme un classique perdu. Il a été présenté en avant-première au Africa in Motion Film Festival en octobre 2006 au Filmhouse Cinema d'Édimbourg .
Une version révisée 4K de ce film a été présentée au Museum of Modern Art en janvier 2022. La reproduction a été réalisée par le World Cinema Project de The Film Foundation et la Cineteca di Bologna dans les laboratoires L'Immagine Ritrovata et L'Image Retrouvée à partir de l'internégatif 35 mm.